# Török András (színművész)
Török András (Bánffyhunyad, 1949. november 22. –) erdélyi magyar színművész.

## Életpályája
Szülővárosában érettségizett. Előbb út- és hídépítő almérnök diplomát szerzett, majd 1978-ban diplomázott a marosvásárhelyi Szentgyörgyi István Színművészeti Intézetben. 1978-1987 között Marosvásárhelyi Nemzeti Színház Magyar Tagozatának tagja volt. 1987-től a Győri Nemzeti Színház művésze.

### Magánélete
Felesége Illyés Kinga volt. Lányuk Török-Illyés Orsolya színésznő, fiuk Török-Illyés Botond. Sándor Zsuzsa kosárlabdázóval közös lányuk, Török Ágnes szintén kosárlabdázó.
Győrújfalu lakója.

## Fontosabb színházi szerepei
- Kszel Attila: Jókai – Ferenc József
- Szerb Antal: Képtelen királyság – Geront
- Csiky Gergely: Buborékok – Adolf, inas
- Lehár Ferenc: A víg özvegy – Prisics
- Jean-Claude Mourlevatː Jakabak – Gazda, ajtónálló
- Ödön von Horváth: A végítélet napja – Bakter
- Marc Norman – Tom Stoppard – Lee Hall: Szerelmes Shakespeare – Sir Robert
- Carlo Goldoni: Mirandolina – Első szolga
- Szigligeti Ede: Liliomfi – Kányai, fogadós
- Kszel Attila – Szűcs Péter Pál: Róma réme – Ruga, hun király
- Szabó Magda: Régimódi történet – Apátplébános
- Tanádi István: Szibériai csárdás – Szemjonov hetman
- Antoine de Saint-Exupéry: A kis herceg – a király, Az iszákos, A labdacsárus
- Heltai Jenő: A tündérlaki lányok – Pista
- Anton Pavlovics Csehov: Sirály – Jakov
- Mikszáth Kálmán – Závada Pál: Különös házasság – Horváth Miklós, Piroska apja
- Agatha Christie: A vád tanúja – Dr. Wyatt, törvényszéki orvosszakértő
- Presser-Sztevanovity-Horváth: A padlás – Témüller, azelőtt házmester, most önkéntes
- Schwajda György: Csoda – Szedő 2
- Woody Allen: Semmi pánik! – Magee, nagykövet
- Ilf-Petrov: Tizenkét szék – Poleszov lakatos – színházi kellékes
- Kodály: Háry János – Öreg Háry
- Rodgers-Hammerstein: A muzsika hangja – Franz, az inas
- Scarnacci-Tarabusi: Kaviár és lencse – Leonida Papagatto, családfő
- Gogol: A revizor – Ljapkin-Tyapkin, járási bíró
- Csepregi-Alfons-Verne: 80 nap alatt a Föld körül – Mr. Stewart, a szuezi konzul, Stamp őrnagy, gépész
- Shakespeare: A windsori víg nők – Fogadós
- Kszel Attila: A walesi lakoma – Lord Major
- Márton Gyula: Csinibaba – Boston Cézárja, exbokszbajnok
- Egressy Zoltán: Portugál- Kocsmáros

## Filmes és televíziós szerepei
- Sacra Corona (2001) ...Székely
- Zsaruvér és csigavér: A királyné nyakéke (2001)
- Zsaruvér és csigavér 3: A szerencse fia (2008)
- Utolsó rapszódia (2011)
- X – A rendszerből törölve (2018) ...Német Kornél
- Lefkovicsék gyászolnak (2024) ...Zsiga
- A renitens (2025) ...Grúz kocsmáros